# Сфінголіпіди
Сфінголіпіди — це група ліпідів, до складу яких входить молекула аліфатичного спирту сфінгозину. До них належать сфінгомієліни, цереброзиди, гангліозиди. Сфінголіпіди широко представлені в мембранах клітин нервової системи.
У рослин сфінголіпіди репрезентують менше ніж 5 % загальної кількості ліпідів. У них вони сконцентровані головним чином в плазматичних мембранах, де їх кількість може досягати 26 % загальної маси ліпідів цих мембран.

## Структура
В молекулі сфінголіпідів жирна кислота приєднується амідним зв'язком до аміногрупи сфінгозину, а до гідроксильної групи через фосфатний залишок приєднуються замісники, що формують полярну (гідрофільну) голівку. Залежно від замісника розрізняють кілька груп сфінголіпідів:

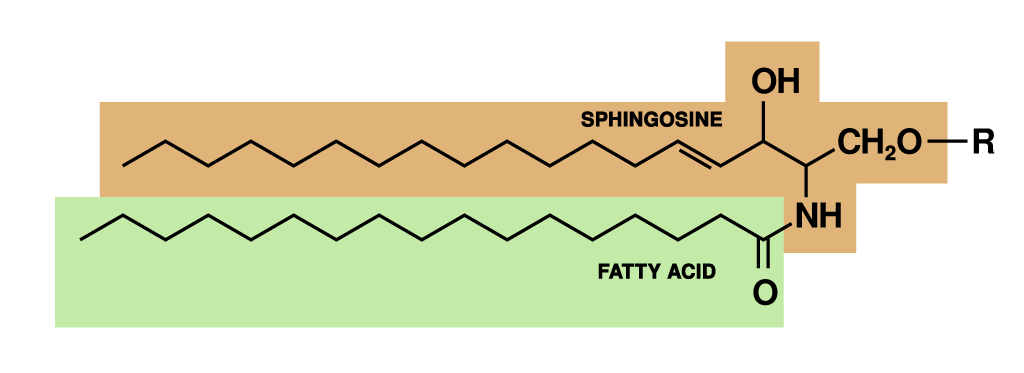
Загальна схема будови молекули сфіголіпідів

- Сфінгомієліни
- Цереброзиди
- Гангліозиди

## Сфінгомієліни
Сфінгомієліни — найпростіші і найпоширеніші сфінгомієліни у природі. До складу їх полярної голови входять залишки фосфатидилхоліну або фосфоетаноламіну. Сфінгомієліни присутні у більшості мембран тваринних організмів, особливо багато їх входить до складу мієліну. Також їхній вміст значний у мембранах нирок, печінки та інших органів.

Загальний план будови сфінгомієлінів нагадує будову гліцерофосфоліпідів. Молекула сфінгомієліну містить полярну голівку, що несе одночасно і позитивний (залишок холіну), і негативний (залишок фосфорної кислоти) заряди, а також 2 неполярних хвости — довгий аліфатичний ланцюг сфінгозину і ацильний радикал жирної кислоти. 

## Цереброзиди
Цереброзиди не містять залишків фосфорної кислоти, тому їхні полярні голови не несуть заряду. Цереброзиди містять один чи декілька вуглеводних залишків, тому їх також називають глікосфінголіпідами (від грецького «glycos» — солодкий). Залежно від того, який моносахарид входить до складу цереброзидів, вони отримали відповідні назви: галактоцереброзиди (містяться у мембранах нейронів головного мозку), глюкоцереброзиди (входять до складу мембран інших клітин) тощо. Існують цереброзиди, що містять 2, 3 і більше моносахаридних залишків: D-глюкози, D-галактози, N-ацетил-D-галактозаміну. Вони містяться в основному на зовнішній стороні клітинної мембрани і відіграють важливу роль в міжклітинній взаємодії.

## Гангліозиди
Гангліозиди — найбільш складно влаштовані сфінголіпіди. до складу їхньої полярної голови входять вуглеводні залишки, а в крайній позиції міститься один чи декілька залишків N-ацетилнейрамінової (сіалової) кислоти.

Гангліозиди широко представлені у тваринних тканинах, зокрема в мозку. Так .у сірій речовині мозку гангліозиди становлять близько 6% від усіх мембранних ліпідів. У рослин і мікроорганізмів гангліозиди не виявлені. Вони беруть участь в процесах регуляції росту й адгезії клітин, міжклітинних взаємодіях, імунних процесах. Можуть входити до складу рецепторів токсинів, пептидних гормонів, деяких вірусів та інтерферону.